# COROT-7c
COROT-7c es un planeta extrasolar que orbita la estrella de tipo G de la secuencia principal COROT-7, localizado aproximadamente a 489 años luz en la constelación de Monoceros. Se trata de una supertierra con una masa 8,4 veces la de la Tierra y que orbita a 0,046 UA de su estrella. Este planeta tarda 3,7 días en completar su periodo orbital. Sin embargo, a diferencia de COROT-7b este planeta no fue detectado por el método de tránsito desde el satélite COROT, fue detectado usando el HARPS desde el observatorio de La Silla (Chile). Fue descubierto el 24 de agosto de 2009.